# Октябрський (Сорочинський міський округ)
Октя́брський (рос. Октябрьский) — селище у складі Сорочинського міського округу Оренбурзької області, Росія.
Стара назва — совхоз Сорочинський.

## Населення
Населення — 508 осіб (2010; 582 у 2002).
Національний склад (станом на 2002 рік):
- росіяни — 80 %